# Timrå köping
Denna artikel handlar om den tidigare kommunen Timrå köping. För orten se Timrå, för dagens kommun, se Timrå kommun.
Timrå köping var en tidigare kommun i Västernorrlands län. Centralort var Vivsta (nu del av tätorten Timrå) och kommunkod 1952-1970 var 2262.

## Administrativ historik
Den 23 maj 1935 inrättades ett Vivsta-Näs municipalsamhälle inom Timrå landskommun. Den 1 januari 1947 ombildades Timrå landskommun som helhet till Timrå köping, samtidigt som municipalsamhället upplöstes. Enligt beslut den 20 juni 1947 skulle samtliga av stadsstadgorna gälla i köpingen.
Den 1 januari 1948 överfördes från Timrå köping till Sköns köping ett område av Märlo och Skyttbergs skifteslag omfattande 1,68 km², varav 1,67 land, och med 194 invånare.
Köpingen påverkades inte av kommunreformen 1952.
Som förberedelse inför kommunreformen 1971 trädde Sveriges indelning i kommunblock i kraft den 1 januari 1964. Timrå köping ingick då i kommunblocket Timrå tillsammans med Hässjö landskommun och Indals-Lidens landskommun. Den 1 januari 1970 överfördes Indals-Lidens landskommun från Timrå kommunblock till Sundsvalls kommunblock. Den 1 januari 1971 infördes enhetlig kommuntyp i Sverige och indelningen i städer, köpingar och landskommuner avskaffades och ersattes med endast kommuner. Timrå köping bildade då Timrå kommun tillsammans med Hässjö landskommun.
Köpingen tillhörde Timrå församling.

## Köpingsvapnet
Blasonering: I fält av silver två röda tallar över en medelst en vågskura bildad blå stam.
Detta vapen var ej fastställt av Kungl. Maj:t. Se artikeln om Timrå kommunvapen för mer information.

## Geografi
Timrå köping omfattade den 1 januari 1952 en areal av 104,72 km², varav 96,93 km² land.

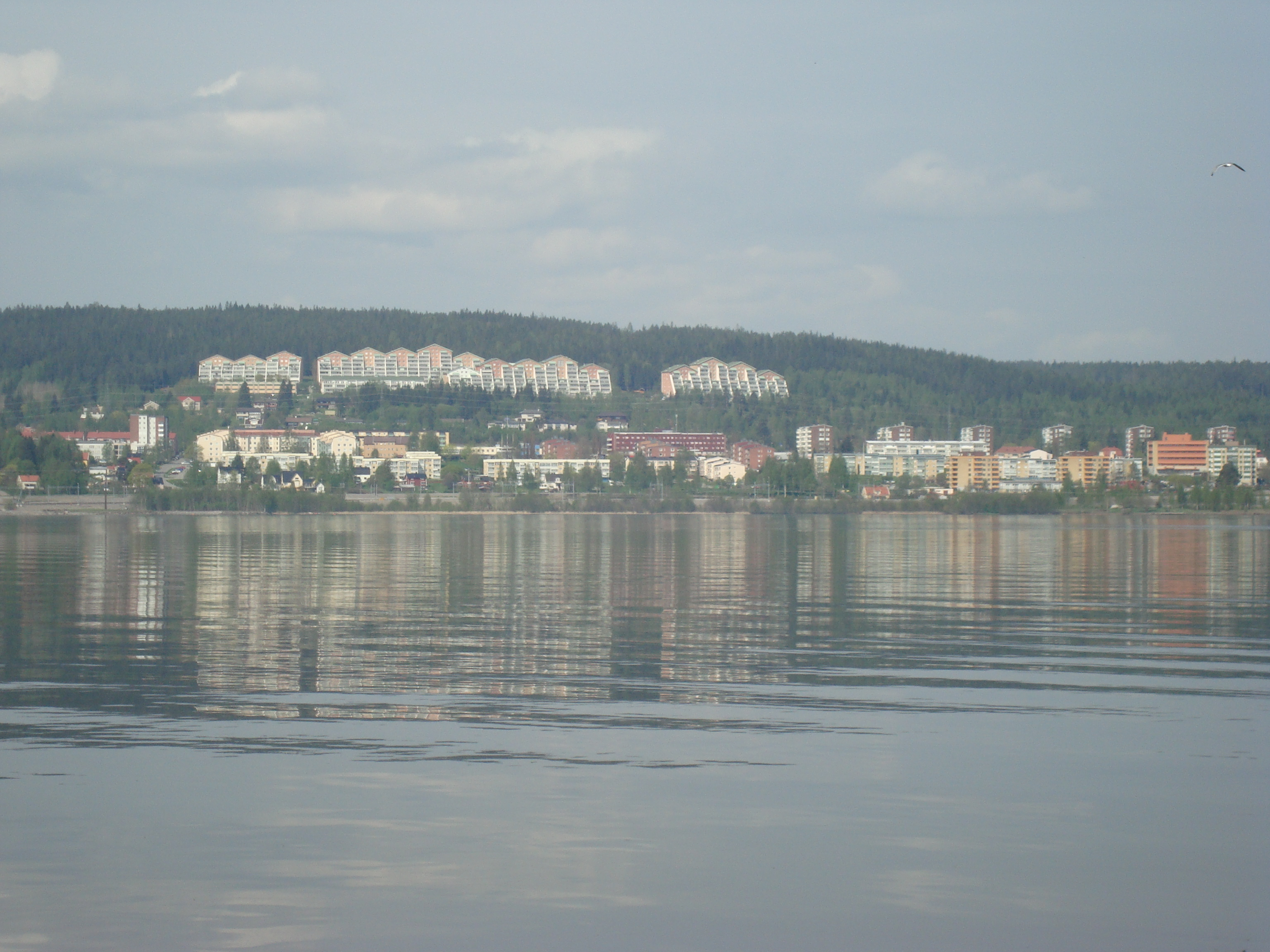
Timrå centrum sett från Alnö.

### Tätorter i köpingen 1960
| Tätort   | Folkmängd |
| -------- | --------- |
| Vivsta   | 5 449a    |
| Sörberge | 3 131b    |
| Ri       | 1 215c    |

Tätortsgraden i köpingen var den 1 november 1960 87,4 procent.

## Politik

### Mandatfördelning i valen 1946-1966
| 7 | 19 | 3 |  |

| 27 |

| 3 | 31 | 5 |  |

| 38 |

| 3 | 29 | 6 | 2 |

| 35 |

| 2 | 30 | 2 | 4 | 2 |

| 34 | 6 |

| 3 | 29 | 2 | 4 | 2 |

| 34 | 6 |

| 5 | 24 | 3 | 5 |  | 2 |

| 31 | 9 |

### Fotnoter
1. ↑  Per Andersson: Sveriges kommunindelning 1863-1993, Draking, Mjölby 1993, ISBN 91-87784-05-X, s. 92
2. 1 2 3   (PDF) Folkräkningen den 31 december 1950, I, Areal och folkmängd inom särskilda förvaltningsområden m.m., Tätorter. Stockholm: Statistiska centralbyrån. 1952-05-19. sid. 108. Arkiverad från originalet den 1 oktober 2014. https://www.webcitation.org/6T09ZkyrB?url=http://www.scb.se/Grupp/Hitta_statistik/Historisk_statistik/_Dokument/SOS/Folkrakningen_1950_1.pdf. Läst 9 oktober 2014 Arkiverad 29 oktober 2013 hämtat från the Wayback Machine.
3. ↑  SCB Statistiska meddelanden B 1964:6 den 3 mars 1964 (Läst 3 mars 2015)
4. ↑  SCB Folkmängd 31.12.1969. Del 2 Kommunblock, judiciella och kyrkliga indelningar mm Läst 3 mars 2015
5. ↑  ”Förteckning (Sveriges församlingar genom tiderna)”. Skatteverket. 1989. http://www.skatteverket.se/privat/folkbokforing/omfolkbokforing/folkbokforingigaridag/sverigesforsamlingargenomtiderna/forteckning.4.18e1b10334ebe8bc80003999.html. Läst 17 december 2013.
6. ↑  ”Svenska Heraldiska Föreningens vapendatabas”. Arkiverad från originalet den 18 oktober 2012. https://web.archive.org/web/20121018011750/http://databas.heraldik.se/index.php. Läst 7 januari 2011.
7. ↑  SCB Folkräkningen 1960 del 2 Arkiverad 24 september 2015 hämtat från the Wayback Machine. sida 43 i pdf:en
8. ↑  SCB Folk- och bostadsräkningen 1965 del 2 sida 143 & 144 i pdf:en